# Кацуми Оеноки
Кацуми Оеноки (јап. 大榎 克己; 3. април 1965) бивши је јапански фудбалер.

## Каријера
Током каријере је играо за Јамаха и Шимицу С-Пулс.

## Репрезентација
За репрезентацију Јапана дебитовао је 1989. године. За тај тим је одиграо 5 утакмица.

## Статистика
| Јапан  | Јапан   | Јапан  |
| Година | Наступи | Голови |
| ------ | ------- | ------ |
| 1989.  | 4       | 0      |
| 1990.  | 1       | 0      |
| Укупно | 5       | 0      |